# Зулцбург
Зулцбург (њем. Sulzburg) град је у њемачкој савезној држави Баден-Виртемберг. Једно је од 50 општинских средишта округа Брајсгау-Хохшварцвалд. Према процјени из 2010. у граду је живјело 2.714 становника. Посједује регионалну шифру (AGS) 8315111.

## Географски и демографски подаци
Зулцбург се налази у савезној држави Баден-Виртемберг у округу Брајсгау-Хохшварцвалд. Град се налази на надморској висини од 337 метара. Површина општине износи 22,7 km². У самом граду је, према процјени из 2010. године, живјело 2.714 становника. Просјечна густина становништва износи 119 становника/km².